# Structura celulară a bacteriilor

## Perete celular
Este un element morfologic distinct, cu o grosime variabilă, între 15 și 35 nm alcătuit din peptidoglicani. La celulele mai tinere peretele celular este evident mai subțire decat peretele celular al bacteriilor bătrâne unde acesta trece uneori de dimensiunea de 35 nm.

### Funcțiile peretelui celular
- asigură forma celulei bacteriene, prin compoziția sa chimică
- constituie o barieră cu aspect de sită moleculară, datorată structurii sale poroase
- participă activ la procesul de creștere, dezvoltare și diviziune celulară
- este sediul unor antigene de suprafață celulară, precum și a unor enzime implicate in procesele de interacționare și modificare a mediilor pe care le ocupă

## Membrana citoplasmatică
Este o formațiune strâns legată de peretele celular, o formațiune fină, elastică, subțire de 5-10 nm, alcătuită din 3 straturi intercalate, straturile exterioare fiind mai dense decat cel interior. 

### Funcțiile membranei citoplasmatice
- rol de membrană semipermeabilă selectivă care reglează schimburile care au loc cu mediul exterior celulei bacteriene
- este sediul enzimelor implicate în procesul de respirație și biosinteză a componentelor majore ale peretelui celular.
- participă direct la creșterea și diviziunea celulei, prin formarea septului de diviziune și la formarea sporilor

## Citoplasma
Reprezintă o masă coloidală semifluidă formată din 80% apă, în care sunt dispersate o cantitate foarte mare de molecule organice, ioni anorganici, enzime și acizi nucleici.
În cadrul citoplasmei se gasesc mai multe formațiuni, cum ar fi:
- mezozomii - sunt invaginații ale membranei citoplasmatice
- ribozomii (granulele lui Palade)- formațiuni corpusculare proteice si purtătoare de acizi nucleici (ARN), în care se produce biosinteza proteică. Sunt în număr foarte mare și conferă citoplasmei aspectul fin, granular.
- incluzii - care pot fi glicogenice, amidonale, lipidice sau de polifosfați

Rolul deosebit de important al citoplasmei este reprezentat de procesele de biosinteză proteică, de oxido-reducere și de elaborare a unor toxine bacteriene, iar la unele bacterii fiind sediul formării sporului.

## Nucleoidul
Nucleoidul este alcătuit dintr-o moleculă de ADN unic bacterian, materia nucleară fiind concentrată în centrul celulei fără a fi delimitat de o membrană distinctă față de citoplasmă. În cromozomul bacterian este stocată informația genetică necesară autoreplicării, precum și organizarea structurală și functională a celulei bacteriene.

### Plasmide
Plasmidele pot păstra informația genetică adițională, situate în proximitatea nucleoidului. Informația păstrată de acestea nu este vitală și de obicei reprezintă aspecte evolutiv-adaptabile ale celulei bacteriene, precum ar fi codificarea genetică a unor toxine selectiv produse cât și recunoașterea acțiunii unor iatrogeni (antibiotice).

## Formațiuni particulare
In afara structurilor absolut necesare unei celule bacteriene, întâlnim și formațiuni particulare specifice unor specii bacteriene.

#### Capsula
Este un înveliș, ce poate îngloba unul sau mai mulți germeni, fiind întalnită la unele specii. Este constituită din material macro-molecular de consistență gelatino-vâscoasă, ce conține apă în proporție de 90% și alte substanțe specifice speciilor la care se manifestă: polizaharide, acid hialuronic, polipeptide.
În funcție de grosime și raporturile sale cu celula bacteriană, se cunosc mai multe tipuri de capsulă și anume:
- microcapsula
- macrocapsula
- strat mucos
- zoogleea - element specific bacteriei Leuconostoc mesenteroides - Factor patogen în producția zahărului

#### Capsula bacteriană
Se produce odată cu pătrunderea unei bacterii într-un corp receptiv și are rolul de apărare bacteriană împotriva procesului de fagocitoză. În cadrul capsulei bacteriene, există condiții necesare de autoreplicare și secreție toxică și de produși hemolizici. Capsula bacteriană este strict legată de patogenitatea bacteriei respective.
Când capsula bacteriană se pierde sub acțiunea diferiților factori infulențatori bacteriile își pierd patogenitatea dar își păstrează capacitatea imunogenă, astfel putând fi folosite  în prepararea vaccinurilor.

#### Cilii, flagelii
Unele specii bacteriene prezintă organite specifice pentru deplasarea în mediile hidrice, numite cili, cu originea în citoplasmă, imediat sub membrană. Acești cili sunt structuri filamentoase, flexibile, extrem de subțiri 0.01-0.02μm cu o lungime variabilă.
În afara rolului evident în locomoție, cilii au un rol în pătrunderea și invadarea celulelor.

#### Pilii(fimbriile)
Sunt formațiuni filamentoase rigide, scurte, neflexibile, întâlnite atât la bacteriile ciliate cât și la cele neciliate. Sunt foarte mici putand fi observați doar cu ajutorul microscopului electronic.
Pilii bacterieni sunt de două tipuri:
- comuni - rol în aderarea bacteriilor la suprafața celulelor
- de sex sau de conjugare - cu rol în transferul materialului genetic în timpul procesului de conjugare.

#### Glicocalixul
Este alcătuit dintr-o masă de filamente polizaharidice, structură ce formează în ansamblul său o pâslă ce asigură fixarea bacteriilor la celule. Ca și capsula, glicocalixul se formează doar în cazul pătrunderii bacteriei într-un organism.

### Sporul
Este o formă de rezistență bacteriană, care ia naștere când bacteria ajunge în condiții nefavorabile de mediu. Acesta este o formațiune sferică sau ovoidală, ce se formează în interiorul celulei bacteriene. Comparativ cu formle vegetative, sporii au un conținut mai redus de apă, săruri de fosfor și potasiu, enzime, dar sunt mai bogați în ioni de Ca++ și Mg++. Formarea sporului poartă denumirea de sporogeneză și se desfășoară în trei etape:
- Stadiul preparator - este caracterizat prin detașarea unui segment cromozomial bacterian și condensarea citoplasmei in jurul sau
- Stadiul de prespor - caracterizat prin formarea septului de separare
- Stadiul de spor matur - caracterizat prin reducerea dimensiunilor sporale și maturizarea sporului

Sporul bacterian are dimensiuni variabile, iar diametrul poate fi mai mic sau mai mare decât a formei vegetative, ducând la deformarea ei. Așezarea sporului poate fi central, subterminal și terminal.

#### Germinarea
Constituie trecerea sporului din forma sporulară în forma vegetativă, ce durează până la 90 de minute. Germinarea are loc cand condițiile ideale de umiditate, hrană, temperatură, pH sunt întrunite și permit absorbția sporită de apă, creșterea permeabilității învelișurilor, eliminarea de substanțe sporulare (în special Ca) și activarea enzimatică.

#### Rolul sporilor
Spori reprezintă forme de conservare a bacteriilor timp de zeci chiar sute și mii de ani datorită rezistenței sporite la radiații, uscăciune, căldură și substanțe dezinfectante. Prin revenirea la forma vegetativă, capabilă de multiplicare se asigură perpetuarea speciei.